# Phyllidia ocellata
Espèce
Synonymes
- Phyllidia baccata, Pruvot-Fol, 1957
- Phyllidia japonica, Baba, 1937
- Phyllidia ocellata, undula Yonow, 1986
- Phyllidia tuberculata, Baba, 1930
- Phyllidiopsis carinata, Eliot, 1910

Phyllidia ocellata est une espèce de nudibranche de la  famille des Phyllidies.

## Distribution
Cette espèce se rencontre dans la zone tropicale Indo/Ouest-Pacifique, Mer Rouge incluse.

## Habitat
Son habitat correspond à la zone récifale externe ainsi que sur les platiers jusqu'à 30 m de profondeur.

## Description
Cette espèce peut mesurer jusqu'à 7 cm.
Le corps est allongé et limaciforme.
Le manteau a une teinte de fond jaune-orangé à jaune doré en passant par le jaune moutarde et l'orange.
La surface du corps est garnie de petits tubercules dont la taille est croissante vers la ligne médiane du corps. Ces tubercules périphériques ont un sommet gris-blanc à une teinte similaire à celle du corps, soit jaunâtre. 
Des ocelles peuvent être présents à la base des tubercules latéraux ; ils sont noirs, bordés de blanc ou de bleu gris. Chez certains individus, ces ocelles sont joints et créent de vastes taches noires.
Les rhinophores sont lamellés,rétractiles et de teinte jaune-orangé identique à la couleur orangée dominante.
La livrée de cette espèce est extrêmement variable et relativement difficile à décrire précisément. 

## Éthologie
Cette Phyllidie est benthique et diurne.

## Alimentation
Phyllidia ocellata se nourrit exclusivement d'éponges.